# Aeropuerto Internacional de Bristol
El Aeropuerto Internacional de Bristol (IATA: BRS, OACI: EGGD), ubicado en Lulsgate Bottom en North Somerset, es el aeropuerto comercial que sirve a la ciudad de Brístol, Reino Unido. En 2003, el aeropuerto atrajo al 45% de los pasajeros del antiguo condado de Avon, al 13% de Devon, al 10% de Somerset y al 10% de Gales. En 2008 fue el noveno aeropuerto con más tráfico del Reino Unido, atendiendo a 6.267.114 pasajeros, un 5,7% de incremento respecto a 2007 convirtiendo a Brístol en el que más rápido crece de los diez aeropuertos más grandes del Reino Unido en 2008.
El aeropuerto cuenta con una licencia de la CAA de "Licencia de Aeródromo de Uso Público" (número P432) que habilita los vuelos para el transporte de pasajeros y la instrucción de vuelo.

## Historia
En 1927 un grupo de empresarios locales invirtieron 6.000 libras como subscripción para iniciar un club de vuelo en el Aeródromo Filton.
En 1929 el club había sido un éxito y se decidió que una granja ubicada en Whitchurch cerca de Brístol sería convertida en aeropuerto. En 1930, El Príncipe Jorge, hijo del Rey Jorge V inauguró el aeropuerto de Bristol convirtiéndose en el tercer aeropuerto del Reino Unido. El número de pasajeros creció de 935 en 1930 a más de 4.000 en 1939.
Durante la Segunda Guerra Mundial, el aeropuerto de Brístol fue el único aeropuerto civil que permaneció en operación en el Reino Unido, implicando que todos los vuelos a Londres se dirigiesen a Brístol. La recién creada British Overseas Airways Corporation fue transferida a Whitchurch desde Croydon y el Aeropuerto de Londres Gatwick. Operaba en rutas a Lisboa, Portugal y otras naciones neutrales.

### Aeropuerto Internacional de Brístol

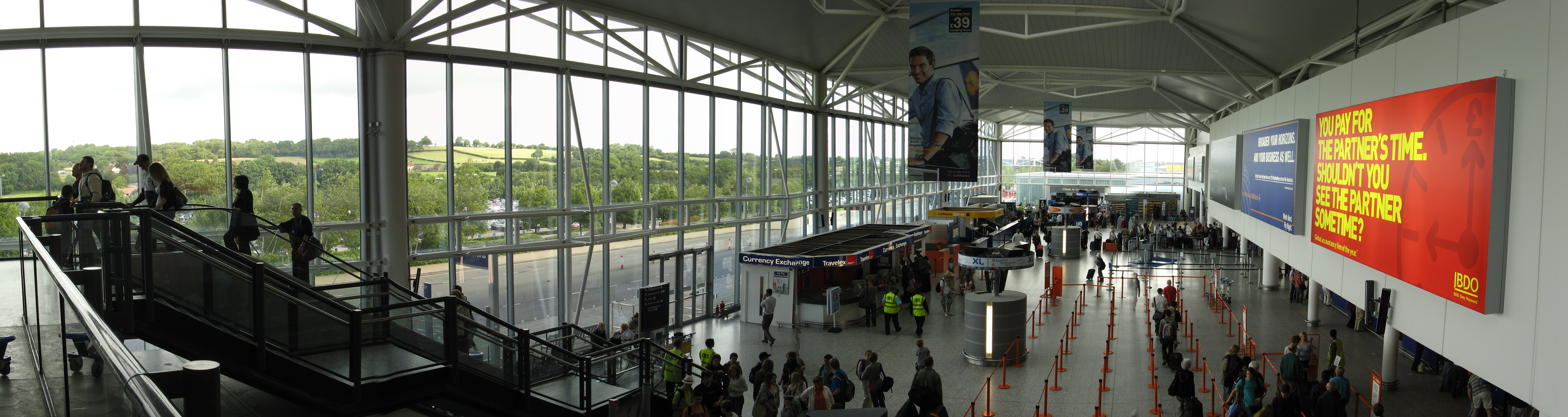
Zona de facturación en la terminal.

En marzo de 1997 el nombre del aeropuerto fue cambiado a Aeropuerto Internacional de Brístol, y en diciembre de 1997 el 51% de la compañía del aeropuerto fue vendido a FirstGroup plc, mientras que el 49% restante quedó en manos del Consorcio de la Ciudad de Bristol. Una nueva terminal comenzó a ser construida en abril de 1999 y fue inaugurada en marzo de 2000. En 2000, el cómputo de pasajeros sobrepasó los dos millones por primera vez en su historia.
El aeropuerto fue comprado por el Macquarie Bank y Cintra en enero de 2001 por 198 millones de libras. El número de pasajeros sobrepasó los tres millones en 2002, debido principalmente a la llegada de la aerolínea de bajo coste Go Fly. Continuó incrementando su número de pasajeros hasta superar los 3,8 millones gracias a EasyJet. En mayo de 2005, Continental Airlines introdujo un vuelo directo desde Brístol a Newark con su flota de aviones Boeing 757.
La terminal no cuenta con fingers o pasarela de acceso a las aeronaves, por lo que los aviones estacionan en plataforma y los pasajeros efectúan el trayecto con la terminal a pie, o, transportados por jardineras.

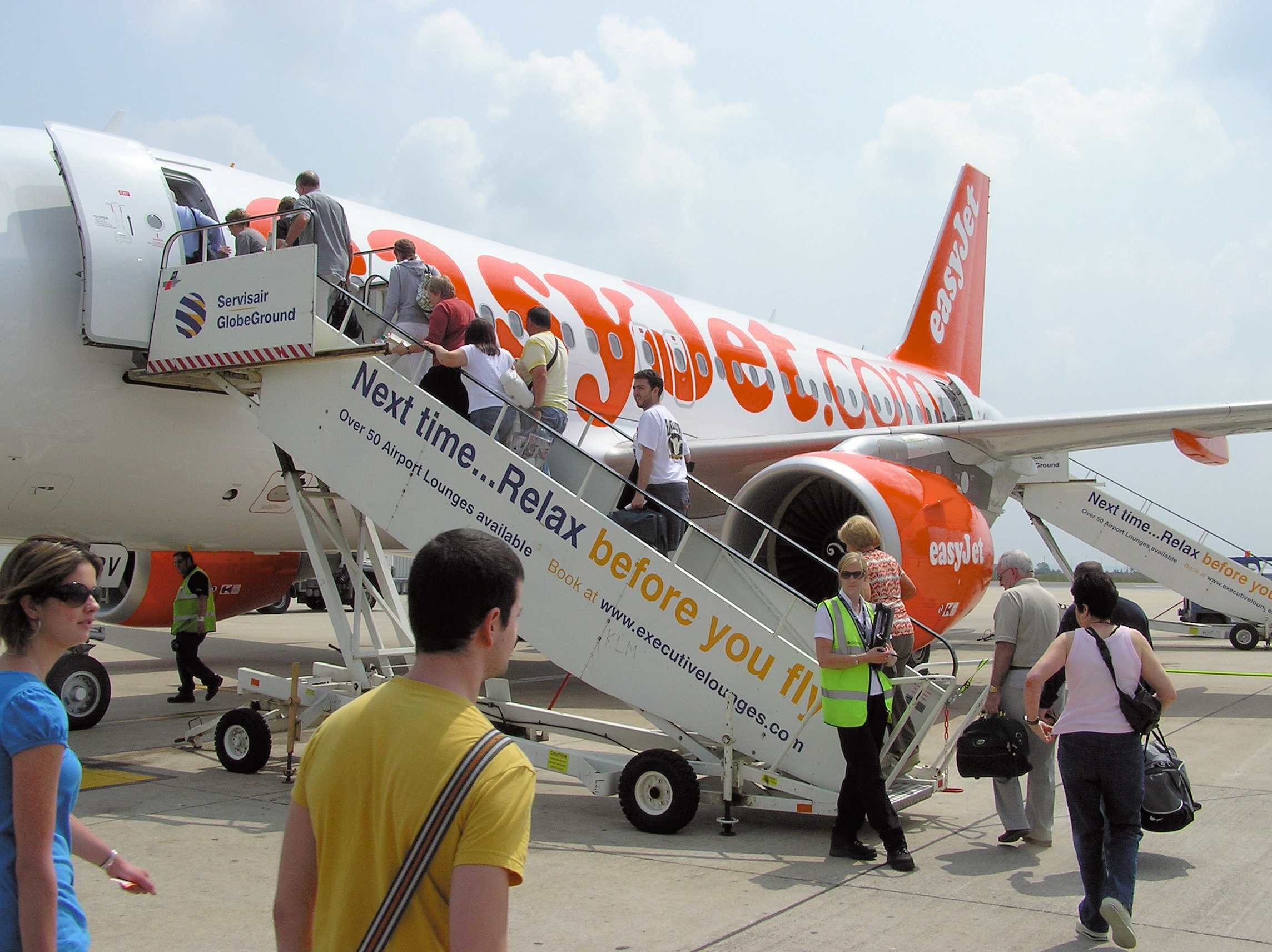
El aeropuerto no tiene pasarelas de acceso, por lo que todos los pasajeros deben embarcar y desembarcar en la plataforma.

Un servicio de bus conecta con el Great Western Railway.

O con CrossCountry.

## Aerolíneas y destinos
| Aerolíneas                    | Destinos |
| ----------------------------- | --- |
| Aegean Airlines               | Atenas |
| Aer Lingus                    | Cork, Dublín |
| Aurigny                       | Guernsey |
| BH Air                        | Estacional: Burgas |
| Blue Islands                  | Jersey |
| Corendon Airlines             | Estacional: Antalya |
| easyJet                       | Alicante, Ámsterdam, Atenas, Barcelona, Basilea/Mulhouse, Belfast–City, Belfast–International, Berlín, Burdeos, Copenhague, Edimburgo, Enfidha, Faro, Fuerteventura, Funchal, Ginebra, Gibraltar, Glasgow, Gran Canaria, Hurghada, Inverness, Isla de Man, Cracovia, Lanzarote, Lárnaca, Lisboa, Madrid, Málaga, Newcastle upon Tyne, Niza, Palma de Mallorca, Pafos, París–Charles de Gaulle, París–Orly, Pisa, Oporto, Praga, Roma–Fiumicino, Sharm el-Sheij, Tenerife–Sur, Toulouse, Venecia Estacional: Antalya, Bilbao, Bodrum, Catania, Corfú, Dalaman, Dubrovnik, Grenoble, Heraclión, Ibiza, Innsbruck, Cefalonia, Kos, La Canea, La Rochelle, Lyon, MarsellA, Menorca, Milán–Malpensa, Murcia, Míconos, Nantes, Nápoles, Olbia, Preveza/Lefkada, Pula, Reykjavík–Keflavík, Rodas, Rovaniemi, Salzburgo, Santorini, Sofía, Split, Turín, Zante |
| Jet2.com                      | Antalya, Faro, Fuerteventura, Funchal, Gran Canaria, Innsbruck, Lanzarote, Pafos, Tenerife–Sur Estacional: Alicante, Almería (reinicia 26 de mayo de 2024), Bodrum, Burgas (inicia 7 de mayo de 2024), Chambéry, La Canea, Corfu, Dalaman, Gerona, Heraclión, Ibiza, Esmirna (reinicia 27 de mayo de 2024), Cefalonia, Kos, Lárnaca, Málaga, Malta, Menorca, Nápoles (inicia 25 de mayo de 2024), Palma de Mallorca, Preveza/Lefkada, Reus, Rodas, Salzburgo, Santorini, Scíathos, Salónica, Verona, Zante |
| KLM                           | Ámsterdam |
| Loganair                      | Aberdeen |
| Lufthansa                     | Fráncfort del Meno |
| Ryanair                       | Alicante, Barcelona, Bérgamo, Bucarest, Budapest, Bydgoszcz, Colonia/Bonn, Dublín, Faro, Gdańsk, Gran Canaria, Kaunas, Knock, Cracovia, Lanzarote, Madrid, Málaga, Oporto, Poznań, Riga, Rzeszów, Tenerife–Sur, Valencia, Viena, Varsovia–Modlin, Breslavia Estacional: Bergerac, Béziers, Gerona, Grenoble, Ibiza, Limoges, Marsella, Palma de Mallorca, Sofía, Treviso, Turín, Venecia |
| SunExpress                    | Antalya |
| Swiss International Air Lines | Zúrich |
| TUI Airways                   | Fuerteventura, Gran Canaria, Hurghada, Lanzarote, Sal, Sharm El Sheikh, Tenerife–Sur Estacional: Antalya, Burgas, Cancún, Chambéry, Corfú, Dalaman, Dubrovnik, Enfidha, Geneva, Heraclión, Ibiza, Innsbruck, Cefalonia, Kittilä, Kos, Larnaca, Málaga, Marrakesh, Menorca, Nápoles, Palma de Mallorca, Pafos, Reus, Rodas, Rovaniemi, Salzburgo, Santorini, Skiathos, Thessaloniki, Toulouse, Turín, Verona, Zante |
| Wizz Air                      | Katowice |

### Vuelos de correo
- MiniLiner | Newcastle upon Tyne
- Titan Airways | Edimburgo
- Atlantic Airways | Bournemouth

## Estadísticas
Ver fuente y consulta Wikidata.
| Puesto | Aeropuerto            | Pasajeros | Variación % |
| ------ | --------------------- | --------- | ----------- |
| 1      | Alicante              | 361.324   | 298,4%      |
| 2      | Dublín                | 351.152   | 231,3%      |
| 3      | Palma de Mallorca     | 350.929   | 244,2%      |
| 4      | Ámsterdam             | 349.096   | 478,8%      |
| 5      | Málaga                | 316.799   | 298,8%      |
| 6      | Edimburgo             | 296.617   | 69,7%       |
| 7      | Tenerife–Sur          | 295.418   | 333,2%      |
| 8      | Faro                  | 290.858   | 285,4%      |
| 9      | Glasgow               | 290.662   | 106,3%      |
| 10     | Belfast–Internacional | 251.256   | 50,9%       |

## Pista
El aeropuerto de Brístol tiene una de las pistas de aeropuerto internacional más pequeñas del país con 2.011 metros. Así pues, los aviones grandes apenas utilizan el aeropuerto debido a las restricciones de peso. El mayor avión de vuelos regulares es el Boeing 757 operado por Continental Airlines con Newark. El mayor avión que puede utilizar la pista de Brístol con una carga beneficiosa es el Boeing 767 que es utilizado ocasionalmente en vuelos chárter.